# 천총사
《천총사》(일본어: 千銃士 센쥬시[*])는 마벨러스(MARVELOUS)가 제작한 모바일 게임이다. 총의 화신인 귀총사를 수집, 육성하여 강압 정치를 펴고 있는 세계제국에게 맞서는 고전 총 육성 시뮬레이션 게임이다.